# Shiraz
Shiraz (tiếng Ba Tư: شیراز Shiraz) là thành phố đông dân thứ sáu ở Iran và là thủ phủ của tỉnh Fars, dân số năm 2009 của thành phố là 1.455.073 người. Shiraz nằm ở phía tây nam của Iran bên sông theo mùa Khoshk Roodkhaneye (sông khô). Shiraz có khí hậu ôn hoà và đã là một trung tâm thương mại khu vực trong hơn 1.000 năm.
Thành phố có vườn Eram, một khu vườn Ba Tư nổi tiếng có ý nghĩa lịch sử, cổng Qur'an, sân bay quốc tế Shiraz.

## Khí hậu
| Dữ liệu khí hậu của Shiraz (1961–1990, cực độ 1951–2010) | Dữ liệu khí hậu của Shiraz (1961–1990, cực độ 1951–2010) | Dữ liệu khí hậu của Shiraz (1961–1990, cực độ 1951–2010) | Dữ liệu khí hậu của Shiraz (1961–1990, cực độ 1951–2010) | Dữ liệu khí hậu của Shiraz (1961–1990, cực độ 1951–2010) | Dữ liệu khí hậu của Shiraz (1961–1990, cực độ 1951–2010) | Dữ liệu khí hậu của Shiraz (1961–1990, cực độ 1951–2010) | Dữ liệu khí hậu của Shiraz (1961–1990, cực độ 1951–2010) | Dữ liệu khí hậu của Shiraz (1961–1990, cực độ 1951–2010) | Dữ liệu khí hậu của Shiraz (1961–1990, cực độ 1951–2010) | Dữ liệu khí hậu của Shiraz (1961–1990, cực độ 1951–2010) | Dữ liệu khí hậu của Shiraz (1961–1990, cực độ 1951–2010) | Dữ liệu khí hậu của Shiraz (1961–1990, cực độ 1951–2010) | Dữ liệu khí hậu của Shiraz (1961–1990, cực độ 1951–2010) |
| Tháng                                                    | 1                                                        | 2                                                        | 3                                                        | 4                                                        | 5                                                        | 6                                                        | 7                                                        | 8                                                        | 9                                                        | 10                                                       | 11                                                       | 12                                                       | Năm                                                      |
| -------------------------------------------------------- | -------------------------------------------------------- | -------------------------------------------------------- | -------------------------------------------------------- | -------------------------------------------------------- | -------------------------------------------------------- | -------------------------------------------------------- | -------------------------------------------------------- | -------------------------------------------------------- | -------------------------------------------------------- | -------------------------------------------------------- | -------------------------------------------------------- | -------------------------------------------------------- | -------------------------------------------------------- |
| Cao kỉ lục °C (°F)                                       | 22.4 (72.3)                                              | 24.0 (75.2)                                              | 30.6 (87.1)                                              | 34.0 (93.2)                                              | 38.6 (101.5)                                             | 42.0 (107.6)                                             | 43.2 (109.8)                                             | 42.0 (107.6)                                             | 39.0 (102.2)                                             | 34.4 (93.9)                                              | 28.4 (83.1)                                              | 23.2 (73.8)                                              | 43.2 (109.8)                                             |
| Trung bình ngày tối đa °C (°F)                           | 12.1 (53.8)                                              | 14.7 (58.5)                                              | 18.9 (66.0)                                              | 23.8 (74.8)                                              | 30.6 (87.1)                                              | 36.1 (97.0)                                              | 37.8 (100.0)                                             | 37.0 (98.6)                                              | 33.7 (92.7)                                              | 27.8 (82.0)                                              | 20.5 (68.9)                                              | 14.4 (57.9)                                              | 25.6 (78.1)                                              |
| Trung bình ngày °C (°F)                                  | 5.3 (41.5)                                               | 7.7 (45.9)                                               | 11.8 (53.2)                                              | 16.2 (61.2)                                              | 22.5 (72.5)                                              | 27.7 (81.9)                                              | 29.8 (85.6)                                              | 28.7 (83.7)                                              | 24.5 (76.1)                                              | 18.4 (65.1)                                              | 11.7 (53.1)                                              | 6.8 (44.2)                                               | 17.6 (63.7)                                              |
| Tối thiểu trung bình ngày °C (°F)                        | −0.4 (31.3)                                              | 1.2 (34.2)                                               | 4.8 (40.6)                                               | 8.5 (47.3)                                               | 13.2 (55.8)                                              | 17.1 (62.8)                                              | 19.9 (67.8)                                              | 18.8 (65.8)                                              | 14.1 (57.4)                                              | 8.8 (47.8)                                               | 3.8 (38.8)                                               | 0.5 (32.9)                                               | 9.2 (48.6)                                               |
| Thấp kỉ lục °C (°F)                                      | −14.0 (6.8)                                              | −8.0 (17.6)                                              | −4.0 (24.8)                                              | −2.0 (28.4)                                              | 3.0 (37.4)                                               | 9.0 (48.2)                                               | 14.0 (57.2)                                              | 12.0 (53.6)                                              | 1.0 (33.8)                                               | 1.6 (34.9)                                               | −8.0 (17.6)                                              | −11.0 (12.2)                                             | −14.0 (6.8)                                              |
| Lượng Giáng thủy trung bình mm (inches)                  | 79.8 (3.14)                                              | 49.8 (1.96)                                              | 48.4 (1.91)                                              | 30.6 (1.20)                                              | 6.6 (0.26)                                               | 0.2 (0.01)                                               | 1.0 (0.04)                                               | 0.1 (0.00)                                               | 0.0 (0.0)                                                | 5.2 (0.20)                                               | 20.7 (0.81)                                              | 63.2 (2.49)                                              | 305.6 (12.03)                                            |
| Số ngày mưa trung bình                                   | 8.7                                                      | 7.9                                                      | 7.9                                                      | 6.4                                                      | 2.1                                                      | 0.2                                                      | 0.8                                                      | 0.4                                                      | 0.1                                                      | 1.2                                                      | 3.7                                                      | 7.2                                                      | 46.6                                                     |
| Số ngày tuyết rơi trung bình                             | 1.5                                                      | 0.6                                                      | 0.0                                                      | 0.0                                                      | 0.0                                                      | 0.0                                                      | 0.0                                                      | 0.0                                                      | 0.0                                                      | 0.0                                                      | 0.0                                                      | 0.6                                                      | 2.7                                                      |
| Độ ẩm tương đối trung bình (%)                           | 65                                                       | 58                                                       | 51                                                       | 46                                                       | 32                                                       | 22                                                       | 24                                                       | 24                                                       | 26                                                       | 34                                                       | 48                                                       | 61                                                       | 41                                                       |
| Số giờ nắng trung bình tháng                             | 217.0                                                    | 218.5                                                    | 236.2                                                    | 247.7                                                    | 324.1                                                    | 357.8                                                    | 344.6                                                    | 329.7                                                    | 318.0                                                    | 297.7                                                    | 238.3                                                    | 216.2                                                    | 3.345,8                                                  |
| Nguồn 1: NOAA                                            |                                                          |                                                          |                                                          |                                                          |                                                          |                                                          |                                                          |                                                          |                                                          |                                                          |                                                          |                                                          |                                                          |
| Nguồn 2: Iran Meteorological Organization (cực độ)       |                                                          |                                                          |                                                          |                                                          |                                                          |                                                          |                                                          |                                                          |                                                          |                                                          |                                                          |                                                          |                                                          |